# Bretz (condado de Preston)
Bretz es un área no incorporada ubicada dentro del Distrito Primero, una división civil menor del condado de Preston, Virginia Occidental, Estados Unidos. Está catalogada como un asentamiento humano por la Junta de Nombres Geográficos de los Estados Unidos.
El número de identificación (ID) asignado por el Servicio Geológico de Estados Unidos es 1553973.

## Geografía
Se encuentra a una altitud de 551 metros sobre el nivel del mar (1808 pies) según el conjunto de datos de elevación nacional.